# Toma-Koura (Tansila)
Pour les articles homonymes, voir Toma-Koura, Toma et Koura.
Toma Koura est une localité située dans le département de Tansila de la province des Banwa dans la région de la Boucle du Mouhoun au Burkina Faso.

## Santé et éducation
Le village possède une école primaire sous paillotte.